# Radar P-20
 Le P-20 "Periskop" (en russe : "Перископ"), également désigné par le nom de code OTAN « Token »,, en occident, est un radar 2D bande E /bande F développé et exploité par l'Union soviétique.

## Développement
Le développement du P-20 a commencé en 1946 en vue de développer des systèmes d'alerte précoce fixes et mobiles de contrôle au sol et des radars d'interception pour l'armée de l'air soviétique. Le radar stationnaire devint plus tard le P-50 mais le radar mobile devait devenir le P-20. La conception a inspiré un certain nombre de successeurs, notamment les radars P-30, P-35 et P-37.
Le P-20 fut le premier radar russe à utiliser la longueur d'onde décimétrique. Le premier prototype étant créé en 1947 et une unité de test en usine est construite en 1949. En 1949, le radar avait terminé ses essais et était largement utilisé au sein de l'armée de l'air soviétique. Les concepteurs du P-20 reçurent le Prix d'État de l'URSS en 1950 en reconnaissance de leur réussite.

## Description
Le P-20 est un radar semi-mobile avec des équipements montés sur huit camions ZIl-151, les composants comprennent la cabine de commande et l'équipement d'alimentation électrique ainsi qu'une remorque pour l'antenne et l'équipement émetteur. Le système d'antennes du P-20 se compose de deux antennes paraboliques tronquées à cadre ouvert assurant à la fois l'émission et la réception. Le radar utilise deux antennes pour déterminer l'altitude cible par le système à faisceau en V avec un balayage azimutal mécanique. L'antenne supérieure est inclinée à un angle de 45 degrés par rapport à l'horizontale, ce qui fait que chaque cible apparaît deux fois sur l'indicateur, la distance entre les deux permet à l'opérateur d'estimer approximativement l'altitude de la cible.
Le radar utilisait cinq canaux distincts pour la réception et la transmission, utilisant des fréquences différentes pour éviter les interférences mutuelles entre les faisceaux, trois canaux de faisceau étant utilisés par l'antenne supérieure et deux par l'antenne inférieure.

## Opérateurs
Le P-20 était exploité par l'Union soviétique à partir de 1949 et, bien que les radars soient devenus obsolètes depuis, ils ont été transmis aux États successeurs après la chute de l'Union soviétique. La conception a été remplacée par des conceptions ultérieures comme le radar P-37.
- Union soviétique
- Corée du Nord[8]